# Enthauptung Johannes des Täufers (Callisto Piazza)
Enthauptung Johannes des Täufers war ein Gemälde des lombardischen Malers Callisto Piazza. Zwischen 1525 und 1526 in Brescia entstanden, gehörte es bis zu seiner Zerstörung 1945 zur Sammlung der Berliner Gemäldegalerie.

## Material und Technik
Die Enthauptung Johannes des Täufers war ein mit Ölfarben auf Leinwand gemaltes Gemälde. Es umfasste 166 × 178 cm.

## Erhaltungszustand
Vermutlich wurde es im Mai 1945 im Leitturm des Flakbunkers im Berliner Friedrichshain vernichtet. Lediglich eine Schwarz-Weiß-Fotografie ist erhalten geblieben.

## Bildbeschreibung
Das annähernd quadratische Gemälde gab den unmittelbaren Moment nach der Enthauptung Johannes des Täufers wieder. Vor den Mauern einer von rechts hereinragenden Stadt-Ruine, die den Blick auf eine dahinter befindliche Stadt freigibt, spielt sich die Haupthandlung unter freiem Himmel in landschaftlicher Umgebung ab. Aus der Schwarz-Weiß-Reproduktion geht hervor, dass das Gemälde einen starken Hell-Dunkel-Kontrast aufwies, wonach vor allem das Bildzentrum mit den Hauptprotagonisten sowie die rechtsseitig eingeblendete Architektur im Hintergrund beleuchtet wurden.
Im Bildzentrum beugt sich der Henker in ausgeprägter Rückwärtsbewegung nach hinten, um den in seiner linken Hand am Schopf gehaltenen Kopf des Hingerichteten auf eine ovale Schale zu legen, die von einer ihm gegenüber stehenden jungen Frauenfigur gehalten wird. Dabei ist das Gesicht des Geköpften auf diese Frauenfigur gerichtet, die auf dieses wiederum mit einem sorgenvollen Blick schaut. Das Gesicht des Henkers hingegen bleibt unter seinem links hochgehaltenen Arm verdeckt. Henker und junge Frau bilden durch ihre Positionierung und Körperhaltung eine optische Brücke über den im Bildvordergrund befindlichen geköpften Körper. Dieser wurde anhand auf den Rücken gefesselter Hände auf einen, mit eingeritzten Buchstaben versehenen, schmalen Steinblock gebeugt, der dem Betrachter durch die Darstellung im Halbprofil unmittelbare Einsicht auf den geköpften Hals gibt. Leicht verschattet durch einen ausschnitthaft gesetzten Baum in der linken Bildhälfte wird eine weitere Frau erkennbar. Ihr Kopf ist leicht nach rechts geneigt und der Blick schaut sehnsuchtsvoll. Ebenfalls in Richtung des Geköpften kann dieser daran vorbei zeitgleich zum opulent gekleideten Mann am vorderen, rechten Bildrand führen. Auch sein Blick kann sowohl zum Geköpften oder aber zur Frau im Hintergrund hinauslaufen. Auf der mittleren Bildebene und damit auf einer Ebene mit der zweiten Frau platziert wird direkt hinter dem Henker ein Wärter mit diagonal in die Höhe ragendem Speer sichtbar. Er schaut genauso wie der Henker in Richtung beider Frauen. Auffällig ist hierbei der missgünstige Blick in Richtung zweiter Frauenfigur im Hintergrund. Die gesamte Szenerie ist somit geprägt von nachweislichen Blickwechseln unter den einzelnen Figuren, die dadurch in Beziehung zueinander treten. Die linke Bildhälfte wurde danach mit in die rechte Bildhälfte schauenden Frauen und die rechte Bildhälfte mit in die linke Bildhälfte schauenden Männern angelegt. Auf diese Weise treten auch die Figuren der jeweiligen Gruppe untereinander in Beziehung, was eine bestimmte Zusammengehörigkeit suggeriert. Der geköpfte Körper und Kopf wurden zwischen diese beiden Gruppen gesetzt.
Die beschriebenen Figuren tragen zeitgenössische Kleidung, wohingegen der Mann am rechten, vorderen Bildrand als auch die junge Frau, die die Schale hält, am hochwertigsten gekleidet sind und dadurch wiederum in Beziehung zueinander treten. Besonders der Mann mit federnder Kopfbedeckung, samtigen Umhang, glänzender Oberbekleidung, Handschuhen und Strumpfhose, einschließlich auffälligem Schuhwerk, fällt auf. Begleitet von einem kleinen Hund in der rechten unteren Bildecke folgt er der Haupthandlung in unaufgeregter Pose und lässigem Griff zum präsent gezeigten Schwert. Anhand dieses Erscheinungsbildes steht er im deutlichen Kontrast zum Henker, was durch die benachbarte Positionierung beider Figuren noch anschaulicher wird. Aufgrund der kurzen Hose des Henkers werden dessen Beine sichtbar, wodurch ein genauerer Einblick in die malerische Wiedergabe der gesteigerten Rückwärtsbewegung ermöglicht wird. Genauso verhält es sich mit den kurzen Ärmeln seiner Oberbekleidung, was den Kraftaufwand des Hochalterns sichtbarer macht. In dieser Umsetzung von extremer Bewegung könnten sich bereits manieristische Ansätze erkennen lassen.
Der Hintergrund der rechten Bildhälfte ist gefüllt mit der Abbildung von architektonischen Bauten. Hinter der Männergruppe zeigt sich zunächst ein verfallenes Bauwerk, welches, mit teilweise herabhängendem Pflanzenbewuchs bedeckt, noch antikisierende Skulpturen erkennen lässt, wie den Ausschnitt einer Männerstatur an der Frontseite der Ruine sowie eine, der Venusdarstellung ähnelnde Frauenstatur in einer Tabernakel der Seitenfassade. Unter der Männerstatur wird noch der steinerne Kopf eines Widders erkennbar. Der malerische Einsatz eines Durchgangs bringt dagegen eine aufwendigere Architektur zum Vorschein. Ein mehrstöckiges Gebäude wird sichtbar, dass einzelne Figuren auf einem Balkon zeigt und mit dem darüber befindlichen Wappen zu verstehen gibt, dass es sich hier um eine repräsentative Herrschaftsarchitektur handelt. Der Großteil der restlichen hinteren Bildebene gibt einen wolkenverhangenen Himmel und den Ausblick auf eine ausgedehnte Landschaft mit niedrigem Horizont wieder, der mit der leichten Draufsicht auf die dargestellte Szenerie korrespondiert.
Da das Original nicht mehr existiert, kann keine Beschreibung der Farbgebung im herkömmlichen Sinn erfolgen. Es lassen sich ausschließlich Vermutungen auf Grundlage von Sekundärquellen anstellen, die das Werk noch in seinem Originalzustand beurteilt haben. Klare Verweise zum Stil der Schule von Ferrara, besonders von Dosso Dossi sollen erkennbar gewesen sein.

## Ikonografie

### Bildverhältnis zu den Quellen
Callisto scheint sich in der zerstörten Version zur Enthauptung Johannes des Täufers sowohl auf Markus und Matthäus als auch auf Josephus bezogen zu haben. Laut Erzählung wird die hier gezeigte Schale von Salome gehalten, die im Auftrag ihrer Mutter Herodias, den Kopf des Johannes von Herodes einforderte. Die hinter Salome befindliche Frau im Schatten zeigt bei Callisto womöglich beschriebene Herodias, mit der er zugleich ihr Agieren im Hintergrund wirkungsvoll zu visualisieren verstand. Ihr sehnsuchtsvoller Blick, der zum Mann in der vorderen rechten Bildhälfte gerichtet sein kann unterstützt diese Annahme. Bei diesem Mann könnte es sich demnach um Herodes handeln, der durch seine auffällige Kleidung und der Positionierung vor der Herrschaftsarchitektur gekennzeichnet wird. Zusammen mit Herodias rahmen sie die gesamte Szenerie in Callistos bildlicher Interpretation, da infolge ihrer Liebesbeziehung die Enthauptung des Täufers überhaupt erfolgte. Callisto gelang es aber zugleich den Täufer, selbst nach seiner Enthauptung, noch zwischen die beiden Liebenden zu stellen, dessen Kopf wiederum auf die Personen gerichtet ist, die für dessen letztliche Tötung verantwortlich sind. Als würde ihr soeben bewusst, was sie getan hat, wird besonders Salome schuldig blickend dargestellt. Herodias scheint dieses Bewusstsein noch nicht erlangt zu haben. Die Auswirkungen ihres Vorgehens werden hier noch überlagert von den Gefühlen für Herodes. Wie ein Graben zwischen der unrechtmäßigen Liebe scheinen sich der Kopf und Körper des Täufers zu furchen. Der heller gehaltene Himmel samt Wolkenansammlung im Hintergrund des Täufers, Salomes und Herodias’ scheint zudem die göttliche Bestimmung der Schuldzuweisung an die beiden Frauenfiguren zu tragen. Ein weiterer Verweis gegen eine uneheliche Verbindung wird anhand des Hundes in der rechten unteren Bildhälfte, neben Herodes, deutlich, der in der Bildenden Kunst als ein Symbol für die eheliche Treue gesetzt wird.
Callisto gestaltete in der zerstörten Berliner Version den Gewaltakt der Enthauptung als ambivalenten Kontrast zwischen dramatischer Inszenierung der Tat selbst, ausdrucksstark inszeniert durch den offen präsentierten Hals des Täufers und dessen hochgehaltenen Kopf, aber auch einer aufkommenden Anteilnahme für eine nicht geduldete Liebe. Aufgrund der Größe des Bildes haben die abgebildeten Figuren eine lebensnahe Verknüpfung ermöglicht, was die Wirkung der dargestellten Handlung nur noch eindrücklicher gemacht haben muss. Callistos Manifestation unterschiedlicher narrativer Blicke, in denen das Bewusstsein über das Ausmaß der eben getätigten Handlung spürbar zu werden scheint, vermittelt ein zunehmendes Unbehagen beim Betrachten. Seiner Interpretation wohnt nichts Feierliches inne, sondern zielt unvermittelt auf die moralisierende Tragweite des Ehebruchs ab. Dass Callisto den Appell danach hier ausschließlich an Salome und Herodias richtete reiht sich ein in die bewährte Rückkoppelung auf Adam und Eva und das in der christlichen Überlieferung vom Weiblichen stets die Verführung zur Sünde ausgeht. Vor allem, sollten die Folgen, wie in der Erzählung von der Enthauptung Johannes des Täufers, derart dramatisch sein, dass sie mit dem Tod enden. So mutet der Henker mit dem hochgehaltenen Kopf auch zeitgleich als Richter an mit dem spürbaren Aufruf: „Schaut her, was ihr getan.“

### Bildtradition
Die Enthauptung Johannes des Täufers konstituierte sich in der Bildenden Kunst zu einem beliebten Bildmotiv. Das Thema dürfte Callisto bekannt gewesen sein. Seiner Version gingen bereits andere bildliche Interpretationen voraus. Allerdings tauchen in früheren Darstellungen Salome und Herodias kaum auf. Der Fokus wurde hauptsächlich auf den Täufer und den Henker gelegt. Erst ab Mitte des 15. Jh. lässt sich zunehmend die Einbindung dieser beiden Frauenfiguren in italienischen Werken finden. Im Heiligen Römischen Reich und in Frankreich haben sich Visualisierungen dieser Art bereits im Mittelalter entwickelt. Besonders in einigen Stundenbüchern weiblicher Adliger ist dies zu sehen.

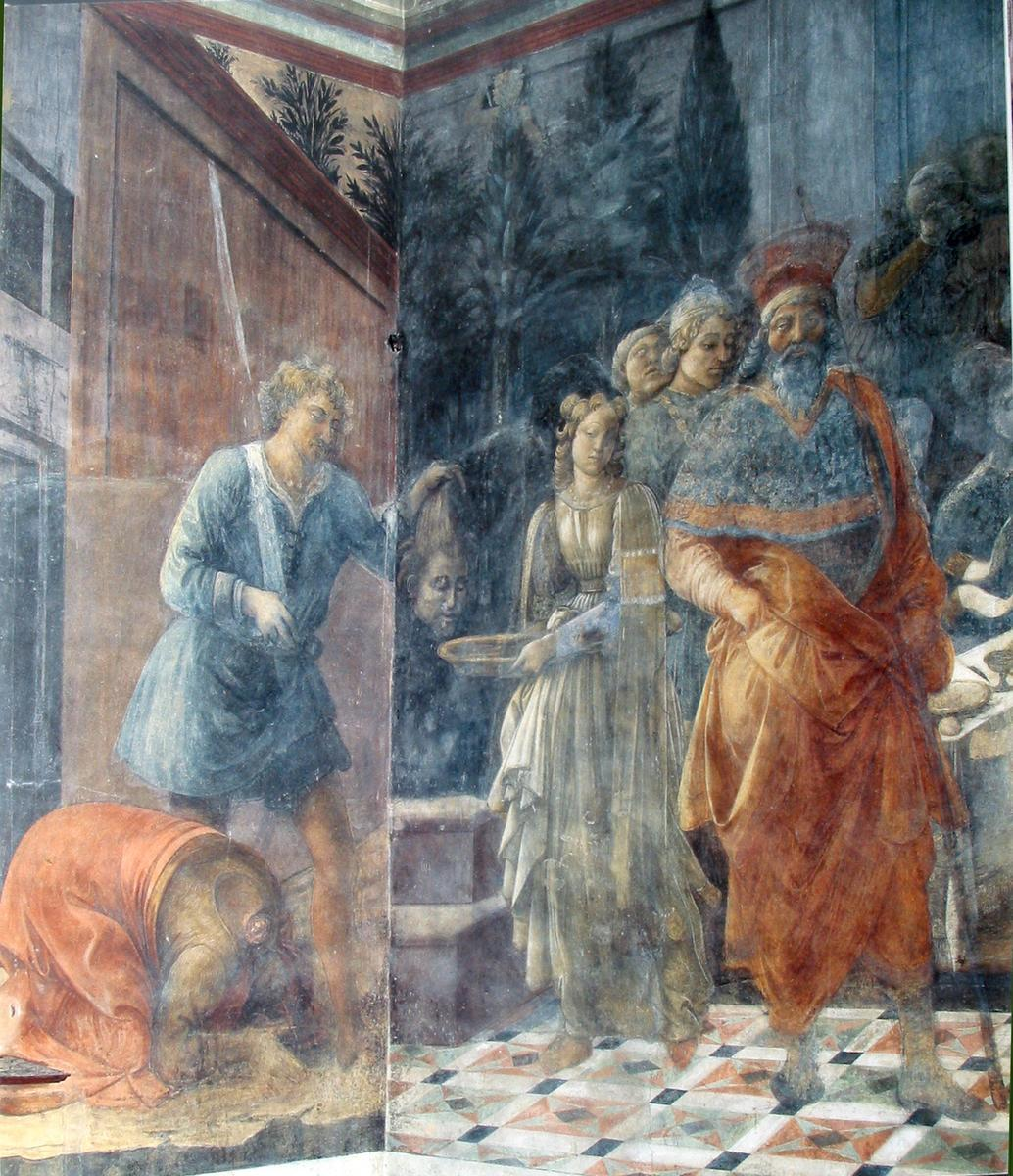
Enthauptung Johannes des Täufers Filippo Lippi, 1452, Fresko, Prato, Dom S. Stefano.
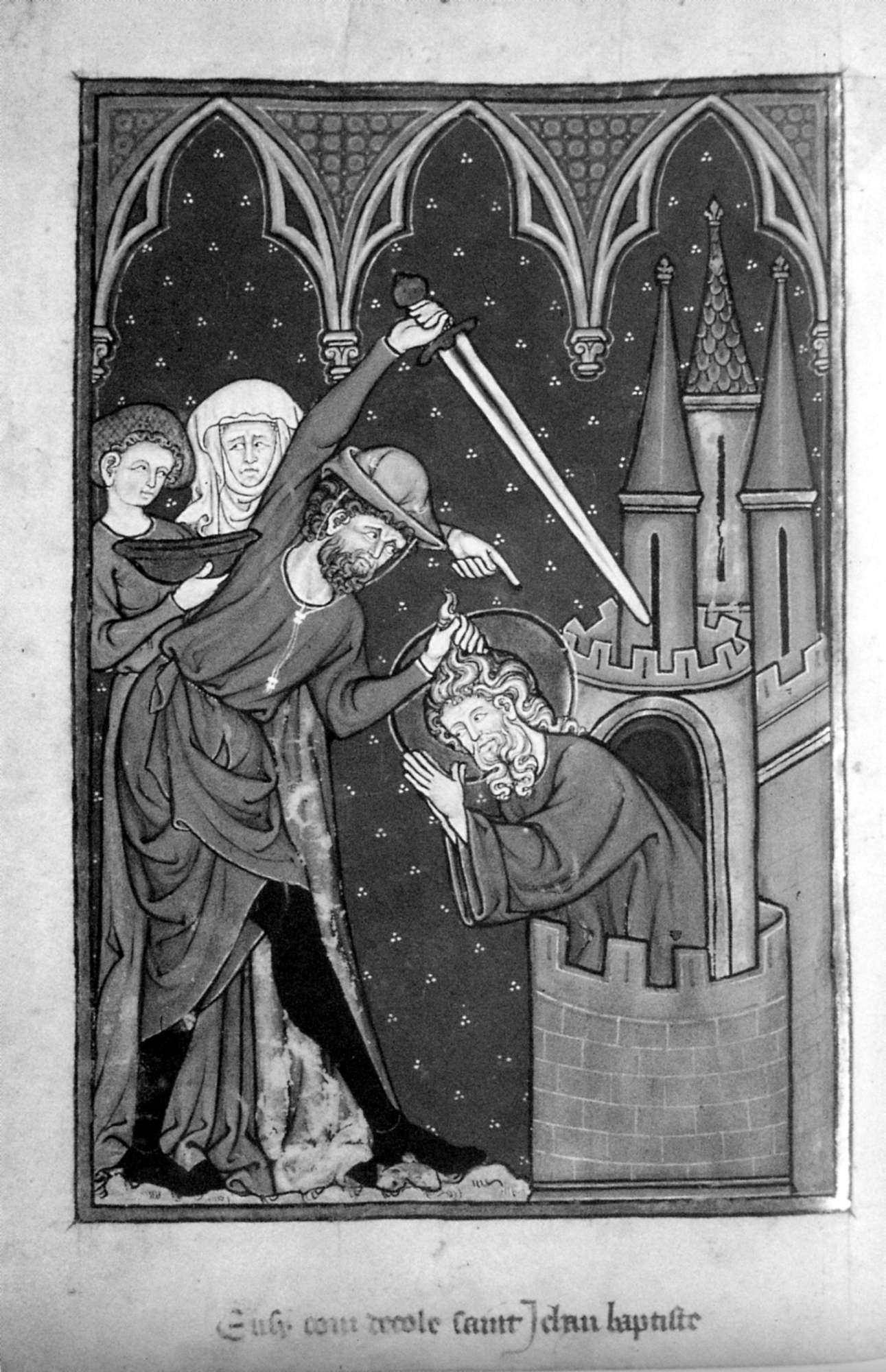
Andachtsbuch der Marie de Grave: Enthauptung Johannes des Täufers 1281 bis 1291, Pergament, 13,2 × 17,9 cm, Paris, Bibliothèque Nationale.
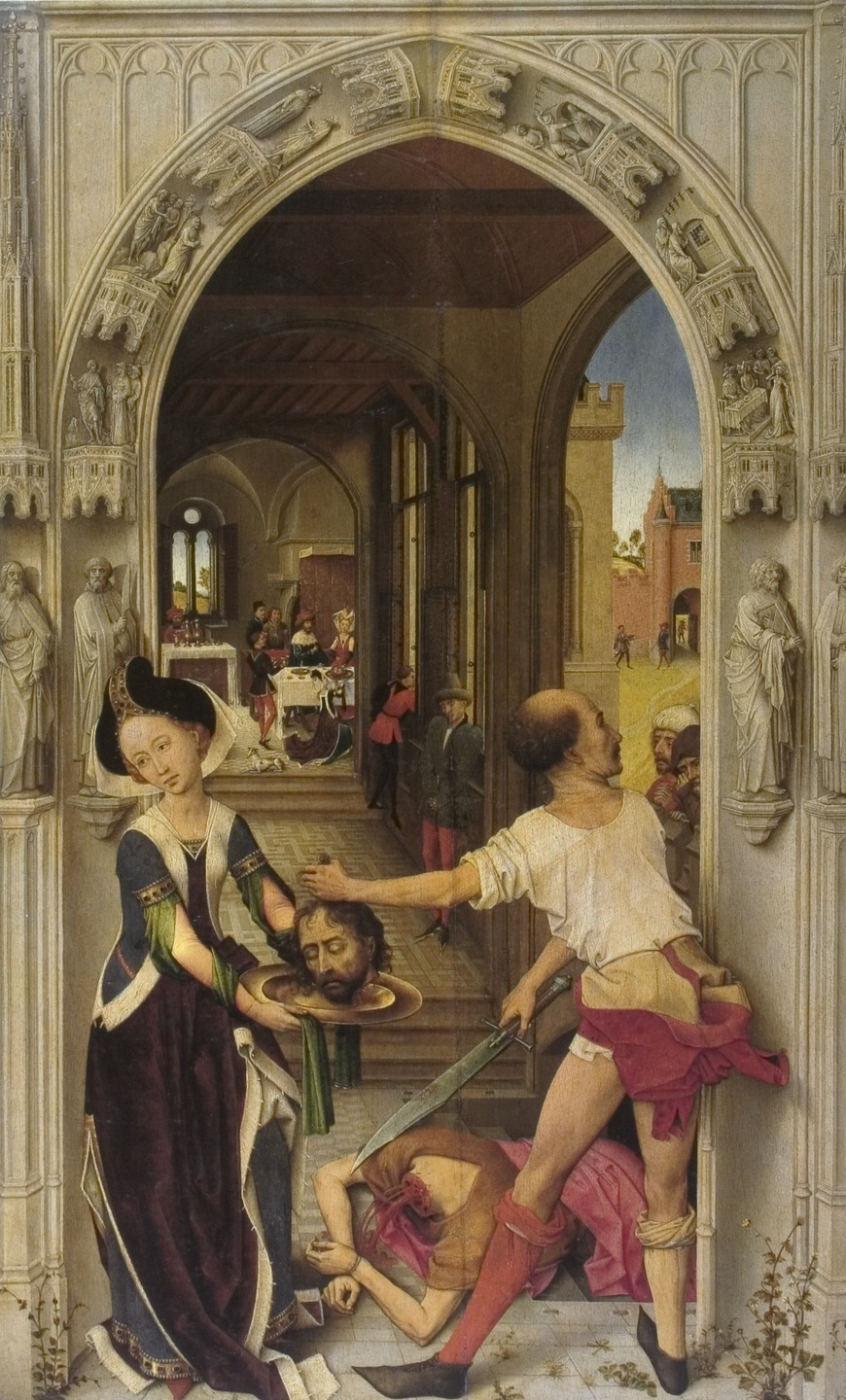
Enthauptung des Täufers Rogier van der Weyden, Öl auf Eichenholz, 77 × 48 cm, Berlin, Gemäldegalerie.

Die demonstrative Positionierung der Herodias hinter ihrer Tochter hat Callisto beibehalten. Nur fällt auf, dass Salome in den Vorgängerversionen ihren Blick oftmals von der Handlung abwendet. Der lombardische Maler hatte es demnach mit einer vergleichsweise neuen Darstellungsweise einer traditionellen Ikonografie zu tun, in welcher er sein Können von disegno und bildlicher Erzählkraft unter Beweis zu stellen suchte.

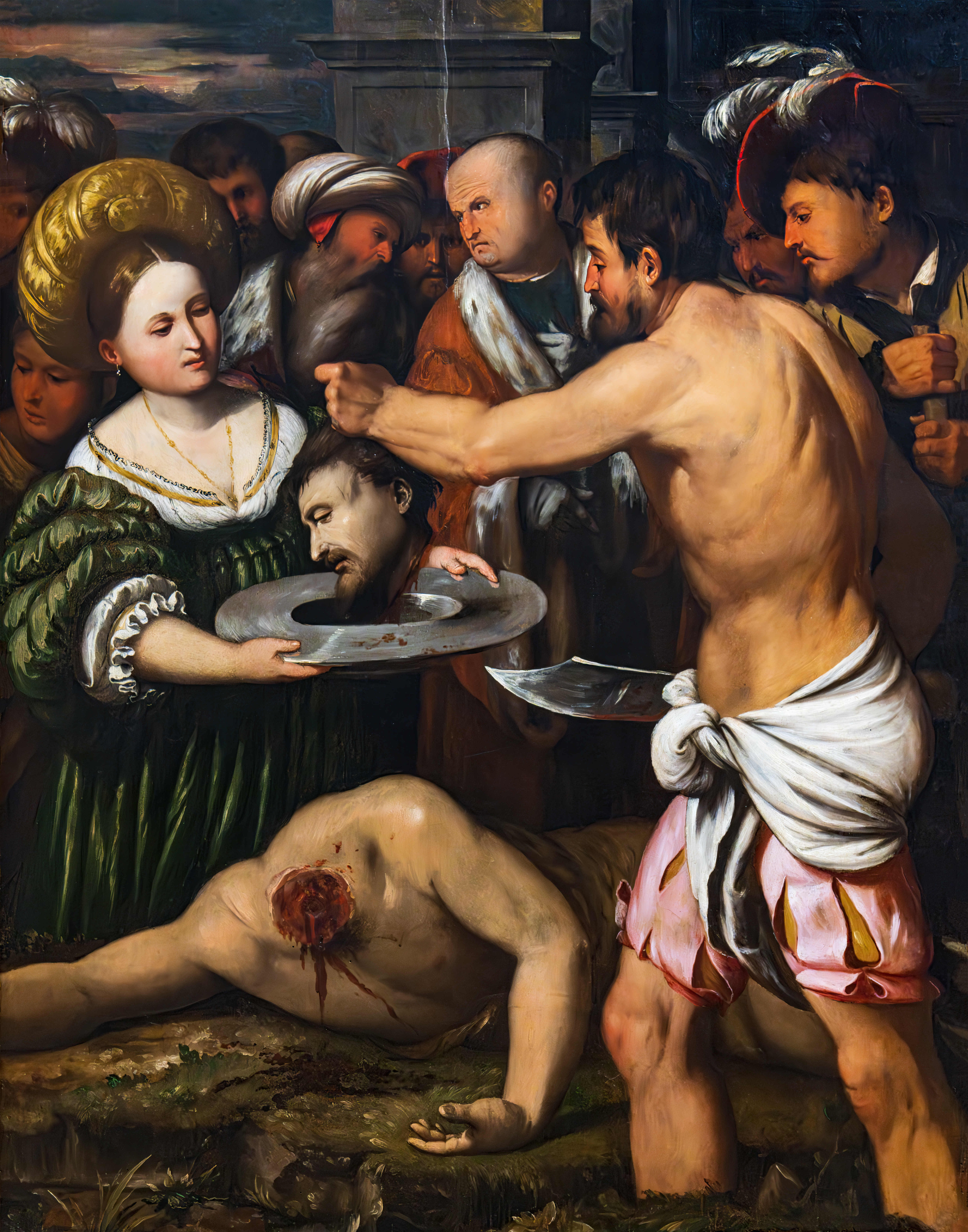
Enthauptung Johannes des Täufers
Callisto Piazza, 1526, Öl auf Leinwand, 119 × 92,5, Venedig, Gallerie Accademia

Im gleichen Zeitraum und am selben Ort fertigte Callisto dieses Bildthema zweimal an. Die auf 1526 datierte und deutlich kleinere Version im Hochformat mit 119 × 92,5 cm befindet sich heute in der Gallerie dell’Accademia in Venedig. Auffällig ist die unterschiedliche Umsetzung desselben Bildthemas, was vermutlich durch unterschiedliche Auftraggeber zu begründet ist. In der gleichnamigen Kapelle des Tempio Civico della Beata Vergine Incoronata in Lodi wurde Callisto 1531 mit einer ganzen Gemäldeserie zu den Geschichten des Täufers beauftragt, sodass diese Thematik einen festen Bestandteil in seiner Werkbiografie einnahm.

## Autorschaft
Anfangs für ein Werk Tizians, später für eines von Girolamo Romanino gehalten, wurde die Berliner Enthauptung Johannes des Täufers 1917 schließlich Callisto Piazza zugeschrieben. Die Ähnlichkeiten zum venezianischen Colorit Tizians und dem Malstil Romaninos mögen ursächlich für diese langhaltende Zuschreibungsfrage gewesen sein. Was jedoch innerhalb der Werkbiografie Callistos auffällt: Callisto wiederholte häufig seine eigenen Modelle. Zum Beispiel sind der Scharfrichter und der Leichnam zu seinen Füßen in Callistos Enthauptung des Täufers in der Incoronata Lodi präzise Zitate aus dem Fresko desselben Themas in Erbanno. Auch die zeitgleich entstandene und noch erhaltene Enthauptung des Täufers in Venedig weist denselben Frauentypus auf, wie er u. a. in dem Philadelphia-Bild der Musizierende Gesellschaft zu sehen ist.

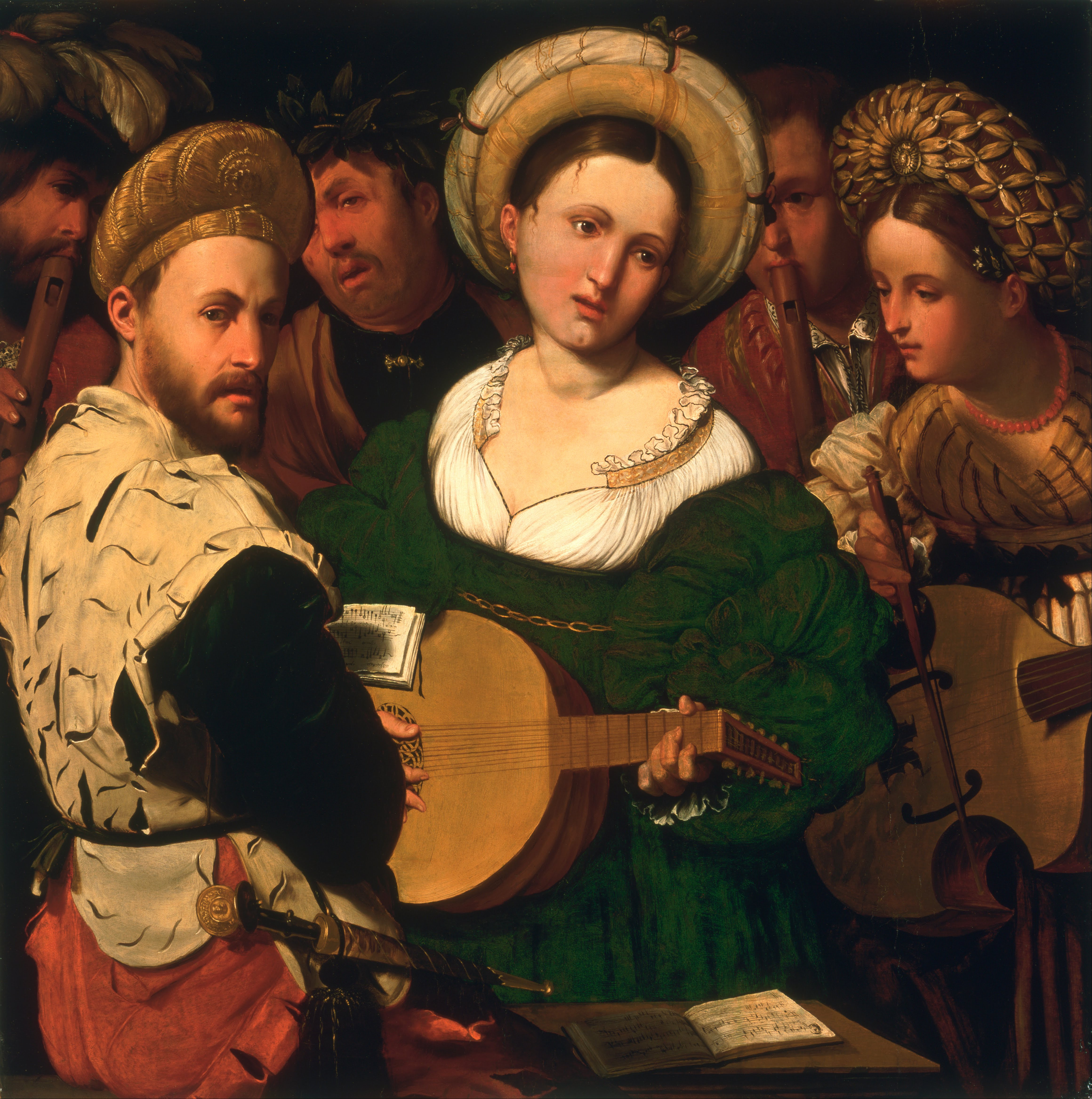
Musizierende Gesellschaft
Callisto Piazza, 1530, Öl auf Leinwand, 762 × 762 cm, Philadelphia, Museum of Art

Die zerstörte Berliner Version scheint sich hier nicht einzufügen. Dies könnte damit zu erklären sein, dass sich Callisto in dieser Frühphase seines Schaffens noch offensichtlicher als in seinen späteren Arbeiten an anderen Künstlern orientierte. So womöglich auch an Romanino, der zur selben Zeit in Brescia tätig war. Die Begeisterung für Romaninos Kunst könnte seinen Anfang im Jahre 1520 genommen haben, als Martino Callisto, der Vater Callisto Piazzas, von Fabbriceri del Duomo gebeten wurde, seine Meinung zu den umstrittenen Fresken Romaninos im Dom von Cremona zu äußern. Diese Tatsache könnte eine wichtige Voraussetzung für die Beziehung seines Sohnes Callisto zu Romanino gewesen sein. Auch wenn die genauen Gründe für den Umzug Callistos 1523 nach Brescia nicht bekannt sind, so wurde spekuliert, dass er entweder zum Schüler Romaninos wurde oder sein Studio mit ihm teilte.

### Verbindung Girolamo da Romano (auch Girolamo Romanino)
Sofern sich Ähnlichkeiten zum Stil Romaninos in der zerstörten Enthauptung des Täufers finden lassen, muss zunächst seine Malweise genauer betrachtet werden. Romanino zeigte eine große Neigung zu Venedig. Die frühen Werke zeichnen sich durch prächtige, glühende Farben aus. Das Altarbild der Santa Giustina von 1513 ist ein Beispiel dafür. Vollkommen venezianisch in Komposition und Ausführung, ist es mit großer Geläufigkeit und technischer Perfektion gemalt. Seine Farben reichen dabei von Schwarz und Weiß über Rubinrot, Himbeerrosa, Gold, Hellblau, Orange, Blau und Olivgrün. Demzufolge könnten vergleichbare Bildeigenschaften auch auf Callistos Gemälde zugetroffen haben, da sich Romaninos Stil im Lauf der Brescianer Jahre nicht wesentlich veränderte. Erwähnenswert ist in diesem Zusammenhang der erstmals von Sciolla veröffentlichte Brief, in dem der Dichter und Gelehrte de Lemene aus Lodigia Callistos Malweise korrigiert habe und darauf hingewiesen habe, dass Callisto der Tizian-Schule angehöre. Lanzi führte Callisto auch im stuolo de’ tizianeschi auf, und auch Cavalcaselle emphasierte die venezianischen Aspekte von Callistos Gemälden. Daraus könnte einerseits geschlussfolgert werden, dass beide, Romanino und Callisto, Anhänger Tizians waren und sich dies in einer Zeit in ihren Werken widerspiegelte, in der beide zusammen in Brescia tätig waren. Da Callistos frühste Werke auf 1524 datiert werden und Romanino somit bereits deutlich früher künstlerisch tätig war, kann sich Callisto aber auch vordergründig auf Romanino bezogen haben, der sich wiederum viel früher schon auf Tizian bezog.

### Verbindung Callisto Piazza
Diese Ähnlichkeiten in den Bildeigenschaften lassen sich auch in weiteren Werken Romaninos und Callistos entdecken, die anhaltend für Zuschreibungsschwierigkeiten sorgten, wie etwa in der Dekoration der Sakramentskapelle in San Giovanni. Allerdings scheine die Hinzufügung der drei anbetenden Engel, die in einem steifen Dreieck zusammengeschoben seien, ganz und gar nicht zu Romaninos üblicher Ader der geschmeidigen und energischen Bewegung zu passen. Auf der anderen Seite habe es eine viel größere Ähnlichkeit mit dem Stil von Callisto Piazza. Auch die Hirten sollen dem Typus des Callisto ähneln. Obwohl Callistos eigene Formensprache sogar sehr individuell gewesen sein soll und er nie dem antiklassischen Expressionismus Romaninos gefolgt habe, wäre dieser bis 1529, bevor Callisto von Brescia nach Lodi zurückgekehrt sei, dennoch ein grundlegender Bezugspunkt in seiner Kunst geblieben. Zieht man hierzu noch einmal die Enthauptung Johannes des Täufers aus Venedig heran, zeigen sich dort die dossesken und venezianischen Verweise, die ebenfalls der Berliner Version zugesprochen wurden. Auch wenn danach die Figuren noch nicht die typischen Callistos waren, könnte sich hierin ein weiterer Hinweis für Callistos eigene Interpretation von Bildthemen finden lassen, der aus einer bereits lebendigen Bildtradition Norditaliens die für ihn sinnhaftesten Charakteristiken aufnahm, um diese zu vereinen und noch zu übertreffen. Später als chamäleonartiger Maler betitelt, scheint er trotz regelmäßiger Adaptionen doch individuelle Züge in seinen Ausführungen besessen zu haben, die den Kunsthistoriker Roberto Longhi dazu führten, die Berliner Enthauptung Johannes des Täufers Callisto Piazza zuzuschreiben.